# Distichium hagenii
Distichium hagenii là một loài rêu trong họ Ditrichaceae. Loài này được Ryan ex H. Philib. mô tả khoa học đầu tiên năm 1896.